# Свидание со смертью (фильм, 1959)
«Свидание со смертью» (англ.  Date with Death) — фильм нуар режиссёра Гарольда Дэниелса, который вышел на экраны в 1959 году.
Фильм рассказывает о бродяге Майке Мейсона (Джеральд Мор), который в аризонской пустыне натыкается на брошенную машину с трупом нью-йоркского полицейского внутри. Переодевшись в одежду убитого и взяв его документы, бродяга волею судеб оказывается в небольшом городке, где его принимают за нового комиссара, направленного возглавить борьбу против местного гангстерского синдиката. Майк принимает вызов, и после серии покушений, перестрелок и убийств ему удаётся разоблачить преступников.
Фильм более всего известен использованием технологии «психорама», призванной воздействовать на подсознание зрителя посредством вставки в видеоряд скрытой информации в виде дополнительных кадров.
Главную женскую роль в фильме исполнила актриса Лиз Ринэй, ставшая скандально известной благодаря своей связи с лос-анджелесским гангстером Микки Коэном, в результате чего её голливудская карьера фактически рухнула.
Фильм имел ограниченный прокат и был практически не замечен критиками.

## Сюжет
Мужчина интеллигентного вида Майк Мейсон (Джеральд Мор) едет как бродяга в грузовом вагоне поезда в Лос-Анджелес. Когда поезд делает остановку посреди аризонской пустыни, сотрудник железнодорожной охраны замечает Майка и угрожая дубинкой требует сойти с поезда. Майк в ответ бьёт его и убегает в пустыню. Майк идёт вдоль железной дороги, затем сворачивает на просёлочную дорогу, и через некоторое время замечает в кустах автомобиль, на двери которого висит белый свитер с монограммой «П. У.». В автомобиле Майк обнаруживает труп убитого полицейского. Переодевшись в его костюм и прихватив его документы, включая полицейский значок, Майк на машине убитого направляется в ближайший городок Минден. Вскоре его останавливают двое полицейских на мотоциклах. Увидев его значок, они быстро сопровождают Майка в здание городской мэрии. Там его тепло встречают мэр городка Лэнгли (Тони Редман), председатель городского совета и редактор местной газеты. Майк догадывается, что его принимают за убитого Девермана, который был направлен из Нью-Йорка на три месяца в качестве нового шефа полиции, призванного очистить город от организованной преступности.
Лейтенант Джордж Кэдделл (Гарри Лоутер), который исполнял обязанности шефа полиции после таинственной гибели в автокатастрофе своего предшественника, отрицательно настроен к назначению Майка, так как сам рассчитывал стать шефом полиции. Тем не менее, внешне он признает назначение Майка, показывая ему вверенную территорию и знакомя с людьми. Зайдя в городскую тюрьму, Майк видит в камере единственную заключённую, привлекательную женщину Полу Уоррен (Лиз Ринэй), которую задержали за то, что она отказалась оплачивать счёт за проживание в гостинице и набросилась на менеджера. К удивлению Кэдделла и тюремщика Сэма (Рэй Дирхолт), Майк приказывает немедленно отпустить задержанную и выслать её из города. Затем Майк лично сопровождает Полу в гостиницу, где, пользуясь властью шефа полиции, убеждает управляющего отказаться от выдвинутых против неё обвинений.
Зайдя с Полой в её номер, Майк даёт ей деньги на два билета на ночной самолёт в Лос-Анджелес, обещая встретиться с ней в аэропорту. Оставив Полу, Майк направляется в табачный магазин, появляясь там сразу после того, как двое бандитов, работающих на местного гангстера Джо Эммануэля (Роберт Кларк), угрозами и силой заставляют владельца магазина Милти (Боб Лилли — младший) заплатить деньги за свою «защиту». Узнав, что Майк является новым шефом полиции, Милти жалуется ему, что горожане хотят избавиться от гнёта Эммануэля, однако каждый раз на их пути встаёт полиция. Когда Майк выходит из магазина, на улице к нему подъезжает Кэддалл, сообщая, что в пустыне найдено тело бродяги по имени Майк Мейсон. На совещании в участке один из полицейских утверждает, что эта смерть связана с Эммануэлем и предлагает «Деверману» нанести визит в загородный клуб Эммануэля. Смирившись с тем, что этой ночью он не сможет сбежать в Лос-Анджелес, Майк на следующий день едет в загородный клуб.
Там он с удивлением видит, что Пола проходит прослушивание в качестве клубной певицы, но когда Эммануэль представляет их, они делают вид, что впервые видят друг друга. В офисе у Эммануэля Майк, который предполагает, что гангстер причастен к убийству Девермана, и следовательно понимает, что Майк является самозванцем, заявляет, что «хочет выйти из игры». Далее он говорит о своём опасении, что его реальная личность будет раскрыта, и по совокупности косвенных улик его обвинят в убийстве Девермана. Он просит Эммануэля помочь ему скрыться, взамен обещая гангстеру, пока он находится в должности, помочь продвинуть его человека на пост следующего шефа полиции. Когда Майк уходит из клуба, Пола просит его подвезти её до города.
В машине, когда Майк спрашивает, почему она не воспользовалась билетом на самолёт, она не даёт ответа, при этом заявляя, что чувствует себя в долгу перед ним. По прибытии в гостиницу Пола приглашает Майка в свой номер, где он предупреждает её об опасности Эммануэля и просит её помочь в борьбе против гангстера. Пока Пола находится в душе, Майк замечает висящий на стуле свитер с монограммой «П. У.», идентичной той, который он видел в машине Девермана. Майк врывается в душ, целует Полу и говорит, что теперь ему известно, что значит целовать Иуду. Она клянётся, что не имеет никакого отношения к убийству Девермана, и намеренно оставила свой свитер на виду, чтобы машину было легче заметить.
Выйдя из душа, Пола рассказывает, что когда она находилась в тюрьме, к ней пришёл адвокат, который нанял её с тем, чтобы она остановила на загородной дороге определённую машину с водителем, которого она должна была уговорить съехать с ней в определённое место на обочине дороги. Когда Деверман сделал это, наёмный убийца по имени Фрэнки Урбано подбежал к ним, застрелил Девермана, а затем выбросил её из машины. Пола предупреждает Майка, что, если он продолжит заниматься этим делом, его тоже убьют. Чтобы проверить её историю, Майк спрашивает Сэма, выпускал ли он Полу из её камеры, и он сознаётся, что ему сказали выпустить её на приём к врачу. Затем Майк спрашивает Сэма, есть ли в городе честные полицейские, и тот отвечает, что лейтенант Арт Джослин — это единственный полицейский, который ездит на старом автомобиле.
В этот момент Майка вызывают в офис Лэнгли, где тот видит Эндрюса из железнодорожной охраны (Кенни Данкан), который опознал его по фотографии в газете, на которой Майк запечатлён вместе с Лэнгли. Лэнгли уже собирается дать указание арестовать Майка по обвинению в убийстве Девермана, но, затем предлагает сделку, согласно которой Майк избежит электрического стула, если назовёт человека, который нанял его, чтобы убить Девермана. Майк настаивает на том, что не убивал Девермана и потому не может согласиться на эту сделку. Взамен он заявляет, что если ему поверят и позволят на некоторое время остаться шефом полиции, он обещает арестовать Эммануэля и очистить город от организованной преступности, говоря, что в любом случае никак не сможет сбежать из города. Майк также предлагает, чтобы со стороны полиции все дела вёл только Джослин (Эд Эрвин), на что тот соглашается, предупреждая при этом Майка, что при любом исходе для него всё может закончиться смертью. Лэнгли и Джослин соглашаются на сделку, решая сохранить её в тайне до завершения операции.
Видя, что Майк становится для него опасным, Эммануэль звонит Кэдделлу, требуя убрать «Девермана» из города немедленно. Кэдделл приходит в кабинет Майка, где называет его самозванцем и собирается арестовать его по подозрению в убийстве, однако Джослин и верные ему офицеры, действуя согласно договорённости, поддерживают Майка как шефа полиции и отказываются арестовывать его. Сразу после этого под руководством Майка Джослин и его люди начинают очищать город от нелегальных злачных мест, игральных домов и борделей, которыми управляет Эммануэль. Когда после очередного рейда Майк возвращается на машине в город, на него из засады выскакивает на своей машине Кэдделл, пытаясь столкнуть его с высокого обрыва. Майку удаётся вовремя увернуться от столкновения, и Кэдделл сам вылетает с обрыва и гибнет. Потрясённый Майк приезжает к Поле, которая утешает его, после чего умоляет уехать из города.
Позднее этим вечером в клубе Пола уходит от приставаний Эммануэля под предлогом того, что рассчитывает только на постоянные отношения. В этот момент один из подручных говорит Эммануэлю, который Урбано, вызванный, чтобы ликвидировать Майка, прибудет в город на ночном поезде. После этого Пола уходит из офиса, а подручный сообщает Эммануэлю, что Пола — это та самая девушка, которая подставила Девермана, и Эммануэль поручает проследить за ней. Тем временем Пола выходит на улицу, чтобы позвонить Майку из телефонной будки, сообщая, что Урбано прибывает этой ночью. Майк предупреждает её соблюдать осторожность, выезжая, чтобы встретить её на дороге. Майк сообщает Джослину о звонке Полы, однако, тот приходит к заключению, что это может быть обманный ход со стороны Эммануэля, и Урбано, возможно, уже находиться в городе.
Пока Майк едет на встречу с Полой, её хватает Урбано (Бойд «Ред» Морган), который действительно прибыл к Эммануэлю раньше. Прибыв на место встречи и не увидев Полы, Майк бросается на её поиски, и в ближайших зарослях кустарника догоняет Урбано, после чего между мужчинами начинается драка. Оказавшись около лежащего на земле оружия, Урбано стреляет в Майка, который отлетает в сторону и падает. Урбано подбегает к телефонной будке, чтобы сообщит Эммануэлю, что застрелил Майка в голову. К говорящему по телефону Урбано незаметно подходит Майк, который имитировал свою смерть. Он бьёт киллера и приковывает его наручниками к соседнему дереву. Затем Майк направляется в клуб, где Эммануэль силой удерживает Полу, которая пытается сопротивляться, после чего Эммануэль сильно бьёт её, в результате чего она падает. В тот момент, когда Майк, вырубив охранника, поднимается по лестнице в кабинет Эммануэля, тот звонит Урбано в телефонную будку. Прикованному к дереву киллеру удаётся сбить трубку с аппарата и прокричать: «Мейсон не мёртв». Услышав это, Эммануэль гасит в кабинете свет и прячется в укрытие, собираясь застрелить Майка. Когда дверь открывается, Пола кричит Майку «Осторожно». Майк уворачивается и вступает в драку с Эммануэлем. В этот момент за окном слышатся звуки полицейских сирен, отвлекая Эммануэля. Воспользовавшись моментом, Майк стреляет в него из автомата, и Эммануэль, выбив стекло, падает вниз на улицу, погибая на месте. Хотя против Майка всё ещё могут выдвинуть обвинения в присвоении себе чужой личности, Джослин уверяет его, что у него есть знакомый судья, после Майк с Полой, взявшись за руки, спокойно уходят вместе.

## В ролях
- Джеральд Мор — Майк Мейсон
- Лиз Ринэй — Пола Уоррен
- Гарри Лоутер — лейтенант полиции Джордж Кэдделл
- Стефани Фэрней — Эдит Дейл
- Эд Эрвин — детектив, лейтенант Арт Джослин
- Роберт Кларк — Джо Эммануэль
- Бойд «Ред» Морган — Фрэнки Урбано
- Лью Маркман — Никки Поттер, главный бандит
- Тони Редман — мэр Джером Лэнгли
- Фрэнк Беллью — Рой Уейлин
- Рэй Дирхолт — Сэм, тюремщик

## Создатели фильма и исполнители главных ролей
Режиссёр Гарольд Дэниелс начал голливудскую карьеру в 1935 году как актёр, а с 1942 стал работать режиссёром, поставив вплоть о 1971 года одиннадцать фильмов, среди которых криминальный экшн «Женщина из Танжера» (1948), фильм нуар «Препятствие» (1951) и фильм ужасов «Мой мир умирает с криком» (1958).
Актёр Джеральд Мор, известный также своими многочисленными работами на радио, сыграл главные или значимые роли в нескольких фильмах нуар категории В, среди которых «Белокурая бандитка» (1949), «Девушка под прикрытием» (1950), «Выследить человека» (1950), «Детективная история» (1951) и «Снайпер» (1952), а также исполнил главную роль в шпионском телесериале «Иностранная интрига» (1954—1955).
Карьера актрисы Лиз Ринэй, которая была на подходе к контракту с Warner Bros., резко оборвалась, когда стала достоянием общественности её связь с лос-анджелесским гангстером Микки Коэном . Её экранные пробы были положены на полку, и она осела в Аризоне, чтобы делать эту картину. В дальнейшем карьера Ринэй так и не задалась. Хотя она снималась вплоть до 2004 года, однако за исключением популярной трэшевой чёрной комедии «Жизнь в отчаянии» (1977), она довольствовалась малозначимыми ролями в низкокачественных лентах.

## История создания фильма
Хотя в титрах фильма содержалось указание на регистрацию авторских прав, в действительности фильм не был зарегистрирован на момент своего выпуска на экраны. Фильм был прошёл регистрацию на авторские права лишь 7 декабря 1987 года от лица Pacific International Releasing Company, под номером PA 361—572. Никакой даты начала национального проката этого фильма найдено не было, но он был одобрен к показу в штате Нью-Йорк в 1959 году, демонстрировался в Розуэлле, Нью-Мексико, в январе 1959 года, и, согласно данным Библиотеки Академии кинематографических искусств и наук, начал демонстрироваться в Лос-Анджелесе 17 августа 1960 года.
В начале фильма, когда Майк Мейсон показывает полицейским на мотоциклах водительское удостоверение Девермана, они не догадываются, что он самозванец, так как на многих водительских правах того времени не было фотографий.

## Использование процесса «психорама»
По словам историка кино Сандры Бреннан и многих других киноведов, «что делает эту рутинную криминальную драму необычной, так это то, что она снималась с применением приёма, названного „психорама“, при котором подсознательные послания были вставлены как дополнительные кадры в видеоряд для усиления саспенса».
В экранных титрах фильма указано, что в нём использован приём «подсознательной коммуникации Precon», известный также как «психорама», который был разработан психологом, доктором Робертом Е. Корриганом (англ. Robert E. Corrigan). В статье Motion Picture Herald Product Digest от 20 июня 1959 года говорится, что суть этого приёма заключается в передаче посланий внутри фильма на подсознательном уровне — «это слова или изображения, которые вспыхивают на экране, чтобы возбудить или иным образом оказать воздействие на публику». Послания были «слишком быстрыми для глаз, чтобы их легко увидеть, но, согласно статье, они усваивались на уровне подсознания».
Как пишет обозреватель American Film Institute, он не заметил никаких вставленных слов или образов как при просмотре фильма на нормальной, так и на замедленной скорости. Однако в нескольких моментах фильма на экране на мгновение вспыхивали белые точки, обозначая вероятные места, где находились подсознательные послания.
Первый фильм с использованием «психорамы», «Мой мир умирает с криком», был выпущен в 1958 году. У этого фильма была в значительной степени та же творческая группа, включая продюсера Уильяма С. Эдвардса, режиссёра Гарольда Дэниелса и актёра Джеральда Мора.
По мнению части критиков, приём показал себя «не столь уж эффективным». Другие же полагают, что он был запрещен на телевидении, предположительно, из-за того, что был слишком мощным.

## Оценка фильма критикой
После выхода на экраны фильм практически не был замечен критикой. Современные историки кино дают ему, в основном, низкие оценки. В частности, киновед Артур Лайонс назвал его «одним из худших нуаров всех времён», а Майкл Кини отметил, что «опытные характерные актёры Мор и Лоутер опускаются довольно низко в этом смехотворном низкобюджетном фильме. Сюжет нелеп, а актёрская игра ужасна».
Как далее пишет Кини, Мор сыграл парня, который становится крутым, Лоутер — преступного лейтенанта полиции, который хочет получить должность комиссара, а Ринэй — певицу, влюбившуюся в Мора. При этом, по мнению Лайонса, «Лиз Ринэй сыграла девушку гангстера в этом фильме вполне адекватно».